# 海州神社
海州神社是曾存在於朝鮮民主主義人民共和國的一座神社，地點位於黃海南道海州市，即朝鮮日治時期黄海道海州府，設立於1918年（大正7年）年6月11日。社格為道供進社，主祭天照大神、明治天皇、国魂大神、素盞鳴大神。至第二次世界大戰日本戰敗後，神社被廢止。